# Església de Nostra Senyora dels Àngels de Castellfabib
L'Església Parroquial de Nostra Senyora dels Àngels de Castielfabib s'alça sobre un promontori rocós que domina la vall, el poble i la carretera, per la funció estratègico-defensiva que tenia en el moment de la construcció cap al segle xii, aprofitant una part del castell de Castellfabib, els orígens del qual semblen ser primerament romans i posteriorment àrabs.

## Història i descripció
Després de la construcció inicial, l'edifici ha sofert nombroses reformes, modificacions i afegits en el primitiu nucli medieval. Consisteix en una estructura a força d'arcs diafragma amb capelles laterals entre contraforts de voltes de creueria i sostre de fusta, amb una tipologia correspon a la de les denominades Esglésies de Reconquesta.
L'església inicial és d'una sola nau amb contraforts laterals i arcs gòtics que els unien, però al segle xvi se li afegiria la sagristia, el campanar i capelles en el tram dels peus. Al segle xviii i principi del xix es va revestir l'interior dels arcs diafragma per a formar una església de tres naus amb volta de canó, amb llunetes en la nau central i es va decorar un dels trams d'aquesta nau amb pintures al fresc al·lusives al Misteri Eucarístic. En aquest moment es va recréixer el presbiteri i es va recobrir amb cúpula sobre tambor similar a la situada sobre la capella de la Comunió. Són de destacar les importants mostres de pintura mural gòtica figurativa aparegudes durant les obres de reconstrucció. També hi va haver un important patrimoni moble, del qual hui en queden unes poques mostres. Destaquen la creu processonal gòtica i algunes obres de Josep Esteve i Bonet.

## Restauració
Mentre han durat les obres de rehabilitació, centrades en paviments i finestres, la missa s'ha fet en el col·legi de la vila.

## El volteig de campanes
És una tradició de la vila el donar voltes amarrats a la campana Guillermina quan ha de començar una de les voltes sense aturar-la, agafats només de braços i cames, podent caure més de 50 metres al buit.